# Pavetta venenata
Pavetta venenata är en måreväxtart som beskrevs av John Hutchinson och Eileen Adelaide Bruce. Pavetta venenata ingår i släktet Pavetta och familjen måreväxter. Inga underarter finns listade i Catalogue of Life.